# 威洛谷 (加利福尼亞州)
威洛谷（英語：Willow Valley）是位於美國加利福尼亞州內華達縣的一個非建制地區。該地的面積和人口皆未知。

## 地理
威洛谷的座標為39°16′19″N 120°58′55″W / 39.27194°N 120.98194°W，而該地的平均海拔高度為837米（即2746英尺）。